# Länsväg 222
De Zweedse weg 222 (Zweeds: Länsväg 222) is een provinciale weg in de provincie Stockholms län in Zweden en is circa 39 kilometer lang.

## Plaatsen langs de weg
- Stockholm
- Nacka
- Boo
- Kil
- Gustavsberg
- Mörtnäs
- Hemmesta
- Stavsnäs

## Knooppunten
- Länsväg 260 bij Stockholm
- Riksväg 75 bij Stockholm
- Länsväg 228 bij Nacka
- Länsväg 274 bij Hemmesta